# Par evitta
Par evitta är en tvåvingeart som först beskrevs av Malloch 1939.  Par evitta ingår som enda art i släktet Par och familjen bredmunsflugor. Inga underarter finns listade i Catalogue of Life.